# Грађански договор (Јерменија)
Грађански договор (јерм. Քաղաքացիական պայմանագիր) је центристичка политичка странка у Јерменији. Њен оснивач и председник је актуелни премијер Никол Пашињан. Странка се налази на власти од 2018. године и учестовала је у револуцији 2018. године. Залаже се за добре односе са Руском Федерацијом и Европском унијом.

## Историја и револуција 2018
Дана 31. марта 2018. године, лидер Грађанског уговора Никол Пашињан и његове присталице одржали су марш од 200 километара од Гјумрија (другог по величини града у Јерменији) до Јеревана како би обесхрабрили премијера Сержа Саргсјана да задржи своју власт ван њених граница. Дана 17. априла, Пашињан је најавио почетак националне, ненасилне „ плишане револуције “ хиљадама присталица окупљених у близини Народне скупштине. Дана 22. априла, неколико сати након кратког састанка са Саргсјаном, Пашињан је ухапшен заједно са око 250 других демонстраната. Након масовних штрајкова и блокада улица од стране преко 300.000 демонстраната (укључујући војнике и чланове Грађанског уговора), Саргсјан је поднео оставку 23. априла. У својој оставци је навео: „Никол Пашињан је био у праву. Ја сам погрешио. Улични покрет је против моје функције. Ја се придржавам њихових захтева.“

## Резултати на изборима
- 2017 освајају 7,78% гласова или 5 од 105 мандата
- 2018 освајају 70,43% гласова или 82 од 132 мандата
- 2021 освајају 53,95% гласова или 71 од 107 мандата